# 1558
Відродження •  Реформація •  Доба великих географічних відкриттів •  Ганза

## Геополітична ситуація
Османську державу очолює Сулейман I Пишний (до 1566). Імператором Священної Римської імперії є Фердинанд I Габсбург (до 1564). У Франції королює Генріх II Валуа (до 1559).
Середню частину Апеннінського півострова займає Папська область. Неаполітанське королівство на півдні захопила Іспанія. Венеціанська республіка залишається незалежною, Флорентійське герцогство, Генуя та герцогство Міланське входять до складу Священної Римської імперії.
Королем Іспанії є Філіп II Розсудливий. В Португалії королює Себастьян I Бажаний (до 1578). Королевою Англії є Єлизавета I (до 1603). Королем Данії та Норвегії — Кристіан III (до 1559). Королем Швеції — Густав I Ваза (до 1560). Королем Угорщини та Богемії є римський король Фердинанд I Габсбург (до 1564). Королем Польщі та Великим князем литовським є Сигізмунд II Август (до 1572). Московське князівство очолює Іван IV (до 1575).
Галичина входить до складу Польщі. Волинь та Придніпров'я належить Великому князівству Литовському.
На заході євразійських степів існують Кримське ханство, Ногайська орда. Єгиптом володіють турки. Шахом Ірану є сефевід Тахмасп I.
У Китаї править династія Мін. Значними державами Індостану є Імперія Великих Моголів, Біджапурський султанат, Віджаянагара. В Японії триває період Муроматі.
Триває підкорення Америки європейцями. На завойованих землях ацтеків існує віцекоролівство Нова Іспанія, на колишніх землях інків — Нова Кастилія.

## Події

### В Україні
- Штурм флотилії князя Дмитра Вишневецького, отаманів Васька Рожна та Ризика Аслан-Кермена і Перекопа, у травні — похід на Азов. Восени — похід запорожців Гаврила Сліпецького на Крим.
- Письмова згадка про Верхні Ворота (Воловецький район)[1].

### У світі

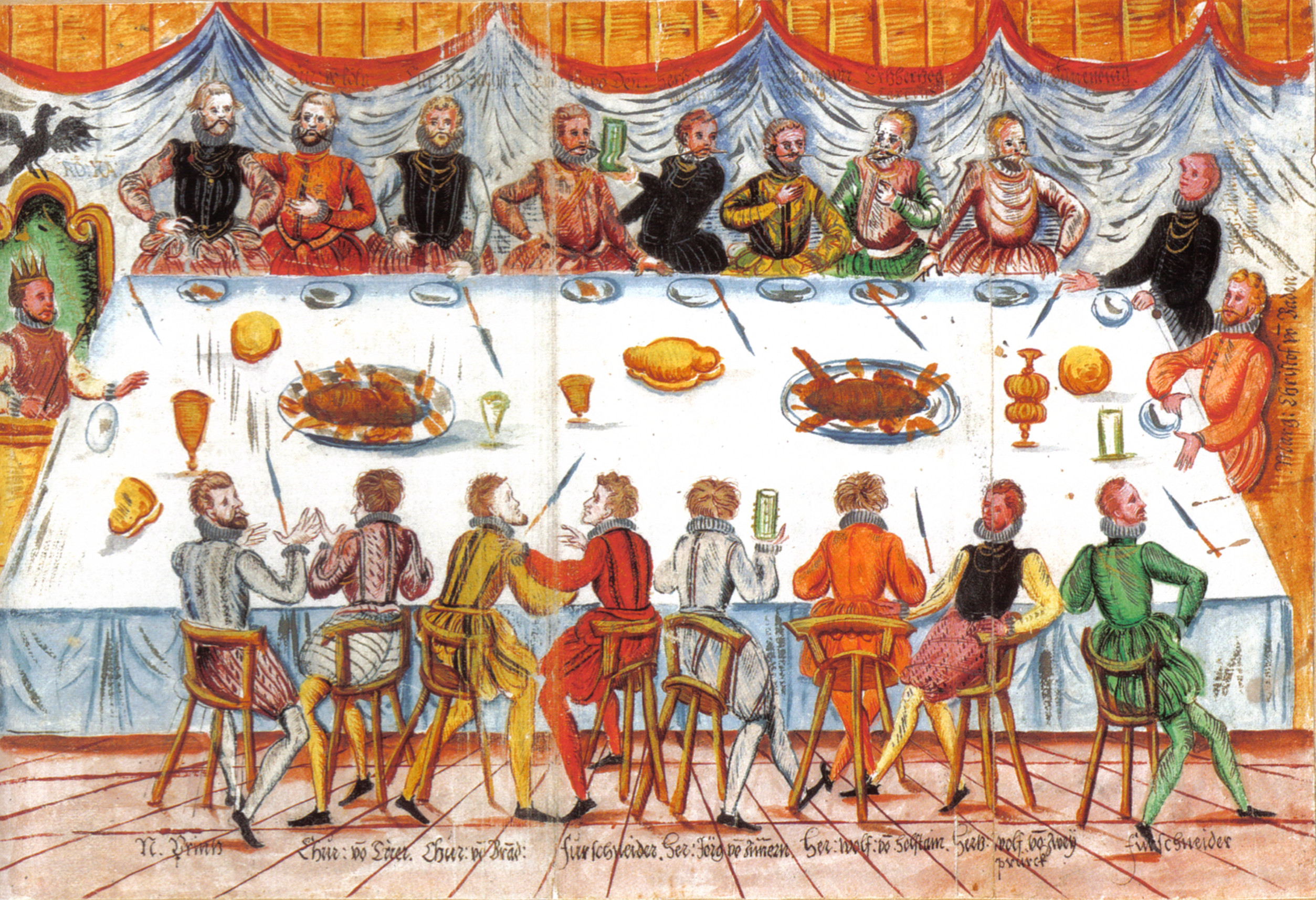
28 лютого: Затвердження Фердинанда I Габсбурга імператором на рейхтазі в Франкфурті

- У січні почалася Лівонська війна Московського царства — проти Лівонського ордену німецьких лицарів, після його розпаду 1561 року — з Королівством Польським та Великим князівством Литовським, Руським та Жемайтійським за Прибалтійські землі та вихід до Балтійського моря.
- 11 травня росіяни захопили Нарву, 18 липня Дерпт їм здався.
- Строганови отримали концесії на захід від Уралу.
- 7 січня, в ході італійської війни, французи захопили порт Кале, останню англійську фортецю на території Франції.
- Франція частково збанкрутувала.
- Рейхстаг у Франкфурті затвердив Фердинанда I Габсбурга імператором Священної Римської імперії попри протест папи римського Павла IV, який вважав посвячення імператора папською прерогативою.
- У Гамбурзі засновано біржу, першу в Німеччині.
- Після смерті Марії I Тюдор королевою Англії стала Єлизавета I.
- Англійський мандрівник Ентоні Дженкінсон, вирушивши з Москви, відвідав Астрахань і Бухару.
- Засновано Єнський університет.
- Арауканська війна. Іспанці схопили вождя мапуче Кауполікана, на певний час придушивши опір індіанців.

## Народились
Докладніше: Народилися 1558 року

## Померли
Докладніше: Померли 1558 року
- 17 листопада — Марія I Тюдор, англійська королева з 1552 року
- 15 березня — Роксолана (Хасекі Хюррем Султан)